# Glenea ochraceolineata
Glenea ochraceolineata là một loài bọ cánh cứng trong họ Cerambycidae.